# Friedrich Karl von Witzleben

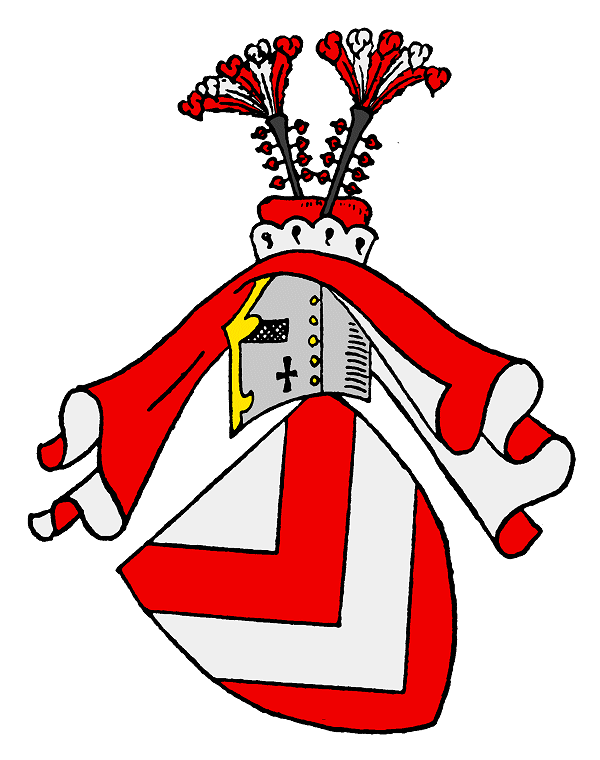
Wappen derer von Witzleben

Friedrich Karl von Witzleben (* 31. Juli 1864 in Angelroda; † 27. September 1947 in Elgersburg) war ein deutscher Generalleutnant sowie Ministerialrat und Direktor des Hauptversorgungsamtes Berlin.

## Leben

### Herkunft
Friedrich Karl entstammte dem thüringischen Adelsgeschlecht von Witzleben. Er war der Sohn des Premierleutnants a. D. und Rittergutsbesitzers Job Wilhelm Günther Ernst von Witzleben (1829–1880) und dessen Ehefrau Helene Wilhelmine Johanne, geborene Schierholz (1840–1916). Sein Bruder war der Kapitän zur See der Kaiserlichen Marine Job von Witzleben.

### Militärlaufbahn
Nach seiner Erziehung im Kadettenkorps wurde Witzleben am 15. April 1884 als Sekondeleutnant dem 2. Hanseatischen Infanterie-Regiment Nr. 76 der Preußischen Armee überwiesen. Vom 1. April 1887 bis 30. September 1890 war er Adjutant des I. Bataillons und kam anschließend in gleicher Funktion für ein Jahr zum Bezirkskommando Hamburg. Am 17. September 1892 zum Premierleutnant befördert, folgte ab 12. September 1894 seine Verwendung als Adjutant der Landwehr-Inspektion Berlin. Bei gleichzeitiger Beförderung zum Hauptmann wurde Witzleben unter Belassung in seinem Kommando am 18. November 1897 in das 1. Thüringische Infanterie-Regiment Nr. 31 versetzt. Unter Entbindung von seinem Kommando wurde er am 26. Mai 1898 in das 5. Garde-Regiment zu Fuß nach Spandau versetzt und zum Kompaniechef ernannt. Nachdem Witzleben am 2. Oktober dem 3. Posenschen Infanterie-Regiment Nr. 58 in Glogau aggregiert worden war, wurde er am 18. Oktober 1901 zum Kompaniechef ernannt. Er befehligte zunächst die 3., später die 1. Kompanie und wurde nach knapp achtjähriger Dienstzeit Anfang August 1909 als Major zum Stab des Grenadier-Regiments „König Friedrich I.“ (4. Ostpreußisches) Nr. 5 nach Danzig versetzt. Am 31. Mai 1912 wurde Witzleben zum Kommandeur des III. Bataillons im Danziger Infanterie-Regiment Nr. 128 ernannt.
Dieses Bataillon führte Witzleben nach Ausbruch des Ersten Weltkriegs in den Grenzschutzkämpfen des XVII. Armee-Korps in Ostpreußen gegen die Russische Armee. Er nahm an den Schlachten bei Gumbinnen, Tannenberg sowie an den Masurischen Seen teil und wurde während des anschließenden Feldzuges in Südpolen am 16. Oktober 1914 zum Kommandeur des Grenadier-Regiments „König Friedrich I.“ (4. Ostpreußisches) Nr. 5 ernannt. Nach der Schlacht um Warschau am 8. November 1914 zum Oberstleutnant befördert, beteiligte Witzleben sich in der Folgezeit an den Kämpfen bei Kutno, Lodz und an der Rawka-Bzura, die schließlich im Stellungskrieg mündeten. Der Jahresbeginn 1915 war geprägt durch die schweren Kämpfe bei Humin und im Januar und Februar sowie bei Stolniki im März. Während des Sommerfeldzuges drang sein Regiment bei der Armeegruppe „Gallwitz“ während der Narew-Offensive bis in die litauischen Sümpfe vor. Hier musste Witzleben den Verband aufgrund einer Erkrankung kurzzeitig abgeben. Während seiner Abwesenheit wurde das Regiment an die Westfront verlegt und bezog hier Stellungen zwischen Somme und Oise. Nach seiner Gesundung übernahm Witzleben wieder das Kommando und kam in der Schlacht an der Somme zum Einsatz. Dabei hatte er an den erfolgreichen Abwehrkämpfen südlich des Flusses trotz schwerer Verluste erheblichen Anteil. Nach Beendigung der Schlacht ging das Regiment Ende November 1916 wieder in den Stellungskrieg über und machte im Frühjahr 1917 den Rückzug in die Siegfriedfront mit. Im Mai folgte die Schlacht bei Arras und anschließende Stellungskämpfe in Flandern und Artois. Während der Dritten Flandernschlacht, in der das Regiment wieder schwere Abwehrkämpfe zu bestehen hatte, wurde Witzleben am 18. August 1917 zum Oberst befördert. Ab Ende Dezember 1917 lag sein Regiment dann für drei Monate vor St. Quentin und er war zeitgleich auch Kommandeur dieser Festung.
Zu Beginn der Deutschen Frühjahrsoffensive kam Witzleben mit seinem Regiment während der erfolgreichen Durchbruchsschlacht bei St. Quentin-La Fère zum Einsatz und stieß in der Folge bis in die Gegend von Montdidier und Noyon. Dabei verlor er über die Hälfte seines Regiments durch Feindeinwirkung, konnte aber gleichzeitig rund 1750 Gefangene, 36 Geschütze, 60 Maschinengewehre sowie zahlreiches weiteres Kriegsgerät und Ausrüstungsgegenstände einbringen. Nachdem sich die Offensive festgelaufen hatte und abgebrochen werden musste, wurde das Regiment zur Auffrischung und Erholung aus der Front gezogen. Erst am 27. Mai 1918 nahm das Regiment wieder seine Gefechtstätigkeit auf und kam in der Schlacht bei Soissons und Reims zum Einsatz. Dabei gelang die Gefangennahme des gesamten III. Bataillons eines französischen Infanterieregiments in einer Stärke von sieben Offizieren und 800 Mann. Noch während der Schlacht wurde Witzleben am 3. Juni 1918 zum Kommandeur der 49. Infanterie-Brigade (1. Großherzoglich Hessische) ernannt. Sein Divisionskommandeur reichte Witzleben daraufhin aufgrund der Leistungen während der Deutschen Frühjahresoffensive zum Orden Pour le Mérite ein. Durch A.K.O. vom 23. Juni 1918 erhielt Witzleben diese höchste preußische Tapferkeitsauszeichnung. Mit seiner Brigade war Witzleben bis Kriegsende in permanenten Abwehrkämpfen verwickelt.
Nach dem Waffenstillstand von Compiègne führte er seine Truppen in die Heimat zurück. Aus demobilisierten Teilen der 25. Division bildete er in Bad Nauheim und Friedberg ein nach ihm benanntes Freikorps, dass sich von Januar bis März 1919 an der Niederschlagung der Spartakistenunruhen in Hanau und Mannheim beteiligte. Im April 1919 folgte seine Kommandierung in das Kriegsministerium nach Berlin. Aufgrund seiner Erfahrungen wurde er damit beauftragt, die Bezirkskommandos und die Landwehr-Inspektion Berlin in Versorgungsämter bzw. Hauptversorgungsamt umzugestalten. Daher ernannte man ihn zum Kommandeur des Landwehr-Bezirks IV Berlin und kommandierte ihn dann zum Stab der Landwehr-Inspektion Berlin. Während dieser Zeit war Witzleben an der Ausarbeitung neuer Versorgungsgesetze im Reichsarbeitsministerium beteiligt. Nach Erledigung dieser Aufgabe wurde er am 10. April 1920 unter Verleihung des Charakters als Generalmajor aus dem aktiven Militärdienst verabschiedet.
Unter Ernennung zum Ministerialrat trat Witzleben am 14. August 1920 seine neue Stellung als Direktor des Hauptversorgungsamtes Berlin an, bis er schließlich auf sein Gesuch hin am 31. Juli 1924 verabschiedet wurde. Nach seiner Verabschiedung widmete er sich der Bewirtschaftung seines Rittergutes in Angelroda.
Witzleben erhielt am 27. August 1939, dem sogenannten „Tannenbergtag“, den Charakter als Generalleutnant verliehen.
Er war Vorsitzender des Geschlechtsverbandes. Im Februar 1946 musste er sein durch die Bodenreform enteignetes Rittergut verlassen.

### Familie
Witzleben hatte sich am 20. April 1890 in Berlin mit Else Reimer (1867–1940) verheiratet. Aus der Ehe gingen drei Söhne und eine Tochter hervor:
- Job Ernst (1893–1914)
- Karl Eric (1891–1914[1])
- Kurt Hartmann (1890–1938)
- Irmgard (1896–1944)